# Wellington Sánchez
Wellington Sánchez (né le 19 juin 1974) est un footballeur équatorien. Il a joué pour les Los Angeles Galaxy notamment. 

## Biographie
En juin 2002, le sélectionneur Hernán Darío Gómez annonce que Wellington Sanchez est retenu dans la liste des 23 joueurs pour jouer la Coupe du monde 2002 au Japon.